# Кашаев, Андрей Анатольевич
Андре́й Анато́льевич Каша́ев (род. 30 сентября 1973 года, Рязань) –  глава муниципального образования, председатель Рязанской городской Думы с  2013 года по 2015 год. С 2015 по 2025 год – ректор областного государственного бюджетного учреждения дополнительного профессионального образования «Рязанский институт развития образования», Почётный работник воспитания и просвещения РФ, Почётный работник образования Рязанской области, кандидат педагогических наук, доцент.

## Биография
Андрей Анатольевич Кашаев родился 30 сентября 1973 года в городе Рязани.
В 1990 году окончил Среднюю школу №52 города Рязани с серебряной медалью.
В 1995 году окончил Рязанский государственный педагогический университет имени С.А. Есенина с отличием.
В 1994-1995 гг. – преподаватель факультативного курса МОУ «Школы-лицея № 52» города Рязани.
С 1995 по 2003 гг. – учитель английского языка, МОУ «Средняя общеобразовательная школа № 46» города Рязани.
В 2000-2001 гг. – заместитель директора по учебной работе «Средней общеобразовательной школы № 46» города Рязани.
2003-2004 гг. – специалист отдела внешнеэкономических связей ЗАО «Русская кожа».
Кандидат педагогических наук, доцент. 
С 2004 по 2007 гг. – декан факультета дневного обучения, заведующий кафедрой психологии и лингвистики, доцент кафедры психологии и лингвистики Рязанского института (филиала) Московского государственного открытого университета.
С 2007 года Андрей Анатольевич Кашаев – на муниципальной службе:
в 2007-2008 – начальник управления образования, науки и молодёжной политики администрации города Рязани, 
в 2008-2013 – начальник управления культуры администрации города Рязани.
3 октября 2013 года избран главой муниципального образования, Председателем Рязанской городской Думы.
18 декабря 2015 года на встрече с губернатором Рязанской области О.И. Ковалёвым заявил об уходе в отставку в пользу ректорской должности в Рязанском институте развития образования.
С 2015 по 2025 год – ректор ОГБУ ДПО «Рязанский институт развития образования».
Депутат Рязанской городской Думы II (2013-2018 гг.) и III (2022-2023 гг.) созывов. 
В 2020-2022 годах, с 2023 года – председатель Общественной палаты города Рязани. 
С 2023 по 2025 год – председатель Рязанского регионального отделения Российского общества «Знание».  

## Награды
1. Медаль ордена «За заслуги перед Отечеством» II степени (2024)
2. Орден Святителя Иннокентия, митрополита Московского и Коломенского III степени (2024)
3. Благодарность Председателя Совета Федерации Федерального Собрания Российской Федерации (2019)
4. Памятная медаль «Патриот России» (2013)
5. Почётный знак «За заслуги перед Рязанской областью» (2023)
6. Почётный знак «За заслуги перед городом Рязанью» (2021)